# وقت القاهرة (فلم)
معلومات
فيلم أمريكي (كندي- إنجليزي أيضا) من إنتاج عام 2009 بطولة السوداني ألكساندر صديق والأمريكية باتريشيا كلاركسون ومن إخراج ربا ندا

## وصلات خارجية
- مقالات تستعمل روابط فنية بلا صلة مع ويكي بيانات